# Calobrium perrieri
Calobrium perrieri är en skalbaggsart som beskrevs av Leon Fairmaire 1903. Calobrium perrieri ingår i släktet Calobrium och familjen långhorningar.
Artens utbredningsområde är Madagaskar. Inga underarter finns listade.